# Trdat (arhitekt)
Trdat (armensko Նամանական անություն, latinizirano: Trdat čartarapet) je bil glavni arhitekt kraljev Bagratidske Armenije, * okoli 940. let, † 1020. 
Najbolj znan po načrtu za stolnico v Aniju in rekonstrukciji kupole Hagije Sofije v Konstantinoplu po potresu leta 989. 

## Delo
Leta 961 je Ašot III. preselil armensko prestolnico iz Karsa v veliko mesto Ani, kjer je zgradil nove palače in obnovil obzidje. Katolikos se je preselil v okrožje Argina v predmestju Anija, kjer je Trdat dokončal gradnjo katolikosove palače in matične stolnice. Stolnica je primer križne kupolaste cerkve s pravokotnim tlorisom. Domneva se, da je zasnoval ali nadziral tudi gradnjo Surb Nšana (Sveto znamenje), dokončanega leta 991. Znamenje je  najstarejša struktura v samostanu Hagpat. 
Po velikem potresu leta 989, v katerem se je delno podrla kupola Hagije Sofije, so bizantinski uradniki poklicali Trdata v Konstantinopel, da bi organiziral njeno popravilo. Obnova kupole je trajala do leta 994. Dogodke opisuje sodobni armenski zgodovinar Stepanos Taroneci (Asoghik):  
"Celo [Hagija] Sofija, stolnica, je bila od vrha do dna raztrgana na koščke. Zaradi tega so jo mnogi spretni grški delavci večkrat poskušali obnoviti. Tam se je znašel tudi arhitekt in kamnosek Trdat iz Armenov, ki je predstavil načrt, z modrostjo pripravil model in začel z gradnjo, da je bila [cerkev] obnovljena lepše kot prej."
Četudi okoliščine, v katerih so ga prosili za popravilo kupole, niso znane, je armenska zgodovinarka Sirarpie Der Nersessjan namignila, da je že samo dejstvo, da so ga povabili, "zadosten pokazatelj njegovega slovesa". Richard Krautheimer je Trdatovo vlogo v Konstantinoplu nekoliko zmanjšal in namignil, da je bil "morda poklican kot tehnik".
Garbis Armen je namignil, da je Trdat morda v Hagijo Sofijo vnesel inovacije na področju protipotresne zaščite, zlasti značilnosti kupole cerkve sv. Hripsime iz 7. stoletja v Vagaršapatu. Kupola v tej cerkvi ima rebra, cerkev sama pa ozka okna in kratke opornike za stabilizacijo kupole pred bočnimi sunki.

## Nadaljne branje
- Christina Maranci. "The Architect Trdat: From the Great Church at Ani to the Great Church at Constantinople," in Armenian Kars and Ani, ur. Richard G. Hovannisian. Costa Mesa, CA: Mazda Publishers, 2011, str. 101–26.
- (armensko) Toros Toramanian. Նյութեր հայկական ճարտարապետության պատմության [Materials for the History of Armenian Architecture]. Yerevan: ArmFan Publishing, 1948, vol. 2.